# Marek Zubrzycki
Marek Zubrzycki (ur. 22 sierpnia 1977) – polski snookerzysta. Reprezentuje barwy wrocławskiego klubu Fuga Mundi. Od 2001 roku reprezentuje Polskę na arenie międzynarodowej.
Jako trener kadry narodowej juniorów przez 4 lata współpracował z ośrodkami szkoleniowymi w Wielkiej Brytanii, gdzie w szkole Therry’ego Griffithsa ukończył trwający 2 lata profesjonalny kurs trenerski. Ukończył również studia na kierunku coaching sportowy.

## O zawodniku
Marek Zubrzycki jest czołowym zawodnikiem w polskim snookerze. W sezonie 2001/2002 po raz pierwszy objął prowadzenie w polskim rankingu snookerowym. Na co dzień gra jesionowym kijem Master Cue o średnicy tipa 9 mm.
- Najwyższy break treningowy: 119
- Najwyższy break turniejowy: 137

## Osiągnięcia

### Krajowe
- Mistrz Polski Masters 2020 Warszawa
- Vicemistrz Polski 2018 Lublin
- Srebrny medal Drużynowych Mistrzostw Polski 2009, Lublin
- Srebrny medal Mistrzostw Polski 2009, Lublin
- Brązowy medal Drużynowych Mistrzostw Polski 2007, Kalisz
- 4 miejsce w Drużynowych Mistrzostwach Polski 2006, Kalisz
- Mistrz Dolnego Śląska 2005-2001
- Drużynowy Wicemistrz Polski 2003
- 1/2 finału Mistrzostw Polski 2003, Warszawa
- Drużynowy mistrz Polski 2001

### Zagraniczne
- 17 miejsce, German Open 2005
- 9 miejsce Mistrzostwa Świata Masters Turcja 2019